# Gmina Spøttrup
Gmina Spøttrup (duń. Spøttrup Kommune) – w latach 1970–2006 (włącznie) jedna z gmin w Danii w ówczesnym okręgu Vibirg Amt. 
Siedzibą władz gminy była miejscowość Spøttrup. 
Gmina Spøttrup została utworzona 1 kwietnia 1970 na mocy reformy podziału administracyjnego Danii. Po kolejnej reformie w 2007 r. weszła w skład nowej gminy Skive.

## Dane liczbowe
- Liczba ludności: (♀ 4074 + ♂ 3828) = 7902
  - wiek 0-6: 9,0%
  - wiek 7-16: 15,8%
  - wiek 17-66: 61,9%
  - wiek 67+: 13,4%
- zagęszczenie ludności: 41,8 osób/km²
- bezrobocie: 4,0% osób w wieku 17-66 lat
- cudzoziemcy z UE, Skandynawii i USA: 87 na 10 000 osób
- cudzoziemcy z krajów Trzeciego Świata: 80 na 10 000 osób
- liczba szkół podstawowych: 7 (liczba klas: 70)